# Jessica Jacoby
Jessica Jacoby (* 1954 in Frankfurt am Main) ist eine deutsche Filmjournalistin, Autorin, Herausgeberin und Dokumentarfilmautorin. Sie engagiert sich neben der Aufarbeitung ihrer deutsch-jüdischen Familiengeschichte für die Sichtbarkeit jüdischer Frauen in der Frauenbewegung. Sie war 1984 Mitgründerin des lesbisch-jüdischen Schabbeskreises in West-Berlin.

## Leben
Jacobys Vater Klaus (Claude) kehrte Anfang der 1950er Jahre aus dem Exil in den USA, wohin er 1938 geflüchtet war, zurück nach Deutschland. Er war als Journalist und Fotograf tätig. Seine Eltern Arthur und Ella Jacoby (geborene Rosenthal) waren 1941 ins Vernichtungslager Maly Trostinez bei Minsk deportiert und dort ermordet worden. Jacobys Mutter, die Schauspielerin Susanne Körber, war die Tochter des NS-Propaganda-Regisseurs Veit Harlan („Jud Süß“). Jacobys Großmutter mütterlicherseits war die Schauspielerin Hilde Körber.
Jessica Jacoby besuchte die John-F.-Kennedy-Schule in Berlin-Zehlendorf. Danach studierte sie Theater- und Medien-Wissenschaften sowie Germanistik an der Freien Universität Berlin. Im Jahr 1987 erhielt sie ein Stipendium am Yivo, einem Institut für jüdische Forschung in New York City, an dem sie für ihre Dissertation Material aus Filmen, Theaterstücken und Ghetto-Kabaretts vor allem auf Jiddisch zusammentrug. Sie trat auch als Sängerin jiddischer Lieder auf.
Von 1990 bis 1992 war sie Referentin im Projekt Nozizwe und entwickelte einen theaterpädagogischen Workshop zum Thema Antisemitismus. 1994 gab sie die Anthologie Nach der Shoa geboren. Jüdische Frauen in Deutschland heraus und verfasste ein Theaterstück mit dem Titel Die Metamorphosen der Fledermäuse. Eine tragische Komödie im antikisierenden Stil. Sie war als Ausstellungsmacherin tätig und arbeitete ab 1994 für das Jewish Filmfestival Berlin. Daneben war sie freie Autorin für die Jüdische Allgemeine.

## Engagement
Jessica Jacoby gründete 1984 den Schabbeskreis mit, der sich später lesbisch-feministischer Schabbeskreis nannte. In der Gruppe kamen fünf Jahre lang freitags jüdische und auch nicht-jüdische Frauen zusammen, um über Frauen im Judentum und die Repräsentanz von Jüdinnen in der Frauenbewegung zu sprechen. Die Gruppe befasste sich auch mit antisemitischen Strukturen in politischen Zusammenhängen.
Im Dokumentarfilm Harlan - Im Schatten von Jud Süß (2008) sprach sie als Interviewte über ihre Herkunft als Nachfahrin von in der Shoah ermordeten Großeltern und dem NS-Propagandisten Veit Harlan, der in seinem Film Jud Süß zur Vertreibung und Vernichtung der Jüdinnen und Juden in Europa aufgerufen hatte. In Vorträgen machte sie auf NS-Kontinuitäten in seinen als „harmlos“ empfundenen Filmen der Nachkriegszeit aufmerksam.

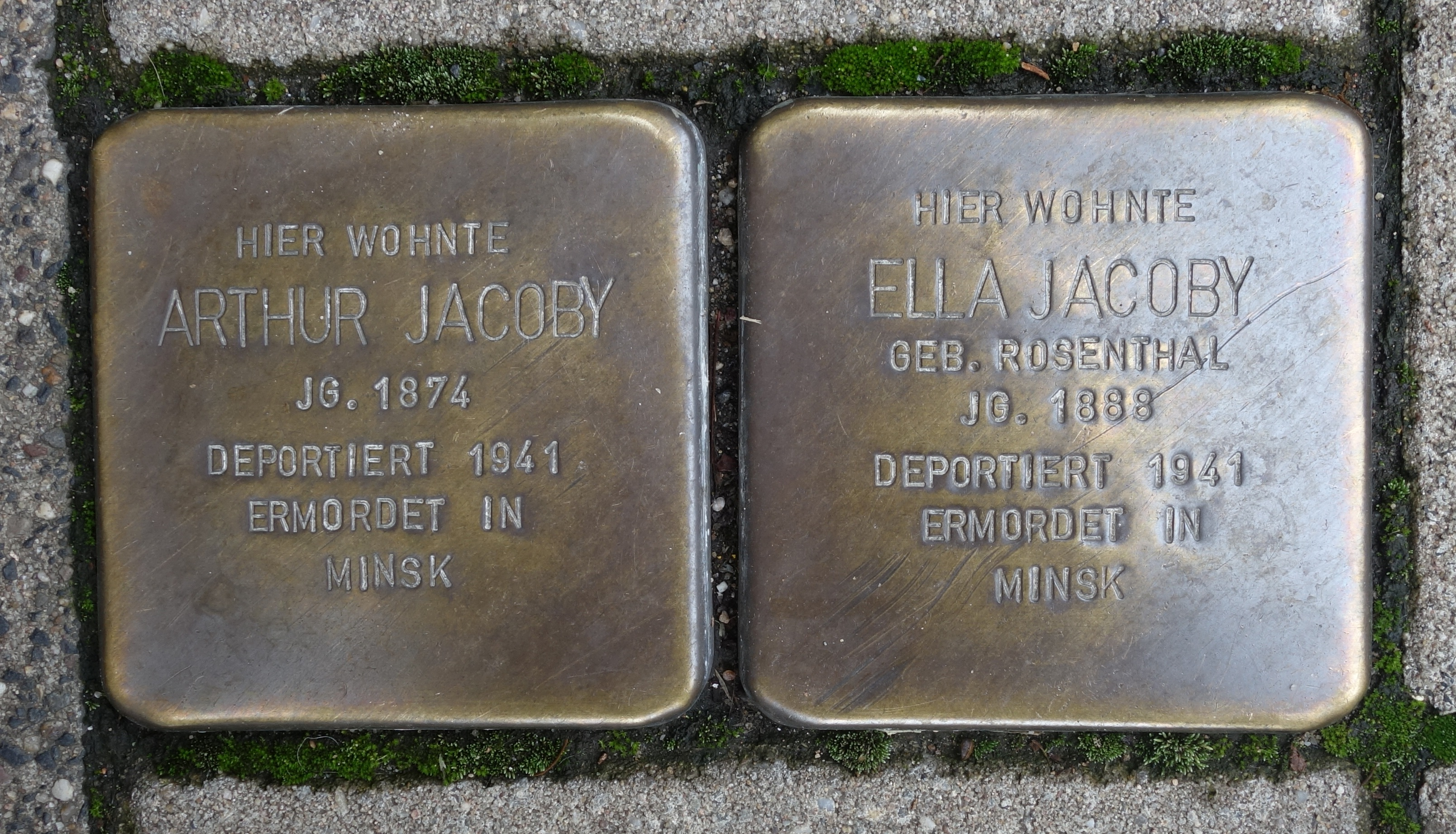
Stolpersteine Arthur Jacoby und Ella Jacoby, Düsseldorf, Venloer Straße 11a (2017)

Jessica Jacoby sprach mit Schulklassen über jüdisches Leben in Deutschland und Antisemitismus und arbeitete mit der Mahn- und Gedenkstätte Düsseldorf zusammen. Am 28. August 2014 wurden zwei Stolpersteine für Jacobys Großeltern in der Venloer Straße 11a in Düsseldorf verlegt. Düsseldorf war der Wohnort ihrer ermordeten Großeltern, die Familie war dort seit dem 19. Jahrhundert ansässig gewesen.
In ihrem Dokumentarfilm Roads. Zwischen Düsseldorf und New Orleans erzählte sie anhand von Archivmaterial wie Briefen, Dokumenten, Photos und neu aufgenommenen Filmaufnahmen die Geschichte ihrer Familie. Eine Kurzfassung des Films wurde 2018 in einer Gedenkstunde an die Pogromnacht im nordrhein-westfälischen Landtag gezeigt.

## Veröffentlichungen
- Was ´sie´ schon immer über Antisemitismus wissen wollte, aber nie zu denken wagte mit Gotlinde Magriba Lwanga. In: beiträge zur feministischen theorie und praxis, Heft 27/1990
- Die Metamorphosen der Fledermäuse: eine tragische Komödie im antikisierenden Stil. In: beiträge zur feministischen theorie und praxis, Heft 35/1993
- Nach der Shoah geboren. Jüdische Frauen in Deutschland, herausgegeben mit Wendy Zena-Henry und Claudia Schoppmann 1994, ISBN 978-3-88520-529-6.
- Antisemitismus der Geschlechter. In: Differenz und Differenzen: Zur Auseinandersetzung mit dem Eigenen und dem Fremden im Kontext von Macht und Rassismus bei Frauen. Institut für Sozialpädagogische Forschung Mainz (Hrsg.) Bielefeld 1994

## Filmografie
- 2015: Roads. Zwischen Düsseldorf und New Orleans
- 2022: Die Jacobys – eine jüdische Familie aus Düsseldorf